# Figaro et Cléo
Pour les articles homonymes, voir Figaro (homonymie) et Cléo (homonymie).
Pour plus de détails, voir Fiche technique et Distribution.
Figaro et Cléo (Figaro and Cleo) est un dessin animé américain réalisé par Jack Kinney et produit par Walt Disney pour RKO Radio Pictures, sorti le 15 octobre 1943. C'est le premier de la série Figaro.

## Synopsis
Le chaton Figaro ajouterait bien Cléo le poisson rouge à son repas. Il met au point différentes méthodes qui toutes se révèlent inefficaces.

## Fiche technique
- Titre : Figaro and Cleo
- Série : Figaro
- Réalisateur : Jack Kinney
- Producteur : Walt Disney
- Distributeur : RKO Radio Pictures
- Format d'image : Couleurs (Technicolor) - 1,37:1 - Son : Mono (RCA Sound System)
- Pays d'origine :  États-Unis
- Langue : (en)
- Durée : 7 min 45
- Dates de sortie : 
  -  États-Unis : 15 octobre 1943

## Distribution
- Clarence Nash : Figaro (voix)

## Commentaires
- Les personnages de Figaro et de Cléo ont été créés pour le long-métrage d'animation Pinocchio en 1940.